# موزیکال دبیرستان
موزیکال دبیرستان (به انگلیسی: High School Musical) فیلم تلویزیونی آمریکایی ساخته سال ۲۰۰۶ است.

## بازیگران
- چاد دانفرث (کوربین بلو)
- تروی بولتون (زک افران)
- گابریلا مونتیس (ونسا هاجنز)
- شاربی ایوانز (اشلی تیزدیل)
- رایان ایوانز (لوکاس جرابل)
- تیلور مکیسی (مونک کلمن)
- بارت جانسون (مربی جک بولتون)